# 三王泡
三王泡是一个位于中国吉林省乾安县的湖泊，面积约为2.4平方千米，平均水深约为0.9米。